# Божидар Нанев
Божидар Михайлов Нанев  е български лекар и политик, специалист по обща, гръдна и детска хирургия.
В продължение на няколко месеца през 2009 – 2010 година е министър на здравеопазването в правителството на ГЕРБ и Бойко Борисов.

## Биография
Божидар Нанев е роден на 19 януари 1963 година в Димитровград. Завършва е Висшия медицински институт във Варна (днес Медицински университет „Проф. д-р Параскев Стоянов“), след което работи в Университетската многопрофилна болница за активно лечение „Света Марина“. Той е хоноруван асистент по детска хирургия в Катедрата по обща и оперативна хирургия, анестезиология и интензивно лечение на Медицинския университет във Варна.
От 2008 година Нанев е председател на Районната колегия на Българския лекарски съюз във Варна, а на 10 януари 2009 година е избран за председател на организацията. При съставянето на правителството на Бойко Борисов става министър на здравеопазването.

## Семейство
Божидар Нанев е женен за Инна Нанева, лекар-рентгенолог.